# Akalkot (vasallstat)

Akalkots flagga

Akalkot var tidigare en vasallstat i det brittisk-indiska presidentskapet Bombay. Britterna erövrade här ett furstendöme som tidigare grundats av Maratherna.